# Herr Christ, der einig Gotts Sohn

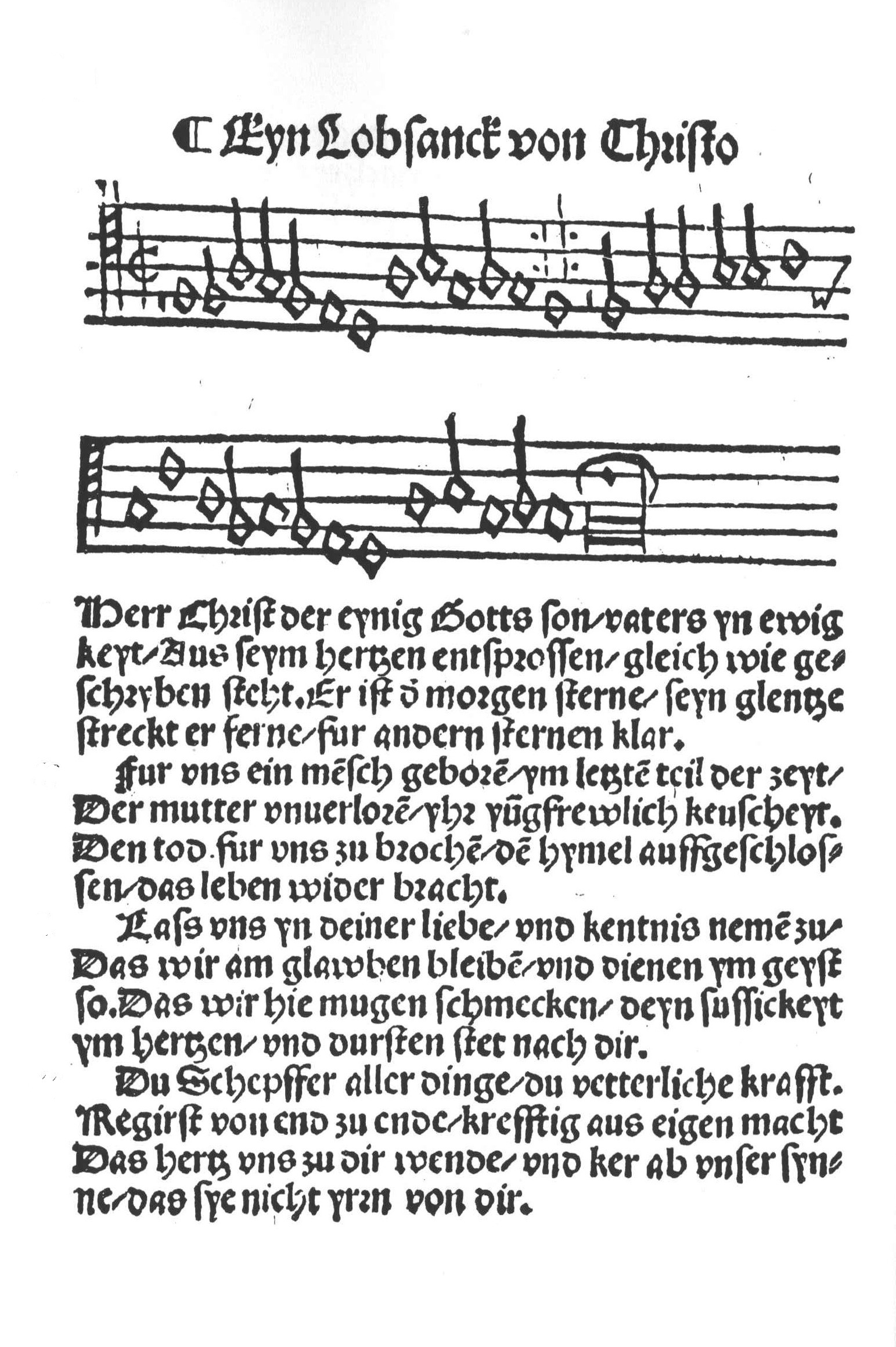
O hino publicado no Erfurt Enchiridion, 1524.

"Herr Christ, der einig Gotts Sohn" (em português: Senhor Jesus Cristo, o único Filho de Deus) é um hino luterano escrito por Elisabeth Cruciger. Foi publicado no Erfurt Enchiridion em 1524, juntamente com 18 hinos de Martinho Lutero. É um dos mais antigos hinos luteranos.